# Baraula
Baraula – gaun wikas samiti w zachodniej części Nepalu w strefie Rapti w dystrykcie Pyuthan. Według nepalskiego spisu powszechnego z 2001 roku liczył on 688 gospodarstw domowych i 4146 mieszkańców (2210 kobiet i 1936 mężczyzn).